# Giovanni Battista Nappi
Giovanni Battista Nappi (Milano, 25 novembre 1800 – Milano, 17 dicembre 1871) è stato un magistrato italiano.